# Karol Haas
Karol Haas (* 4. června 1922 Košice) je bývalý slovenský fotbalový brankář.

## Hráčská kariéra
V československé lize chytal za Dynamo ČSD Košice. Život zasvětil fotbalu. Nejdřív jako dorostenec, poté jako prvoligový brankář v Dynamu ČSD Košice. Později trénoval hráče Lokomotivy Košice. V Trenčíně byl zakladatelem a trenérem fotbalového klubu Dukla a taky trénoval kluby TTS a Jednota Trenčín. Poté taky dorostenecké i žákovské celky. Jako trenér Jednoty Trenčín přivedl z druhé do první československé ligy. Prvně v historii fotbalového Trenčína. Byl sportovní nadšenec, a taky pedagog.

### Prvoligová bilance
| Ročník       | Zápasy | Góly | Minuty | Nuly | Klub              |
| ------------ | ------ | ---- | ------ | ---- | ----------------- |
| I. liga 1949 | –      | 0    | –      | –    | Dynamo ČSD Košice |
| I. liga 1950 | –      | 0    | –      | –    | Dynamo ČSD Košice |
| CELKEM       | –      | 0    | –      | –    |                   |